# Samavayo
Samavayo est un groupe allemand de stoner rock, originaire de Berlin.

## Histoire
Le groupe commence à jouer des concerts en première partie de Biffy Clyro, Soulfly, Mustasch et Razorlight.
En 2011, Cosmic Knockout, le troisième album de Samavayo, sort. Il s'oriente plus vers le stoner rock et revient sur les racines psychédéliques du groupe. L'album est enregistré et produit dans leur propre studio avec l'aide de l'ingénieur du son Jens Güttes. De même, Cosmic Knockout sort à nouveau sur leur propre label Setalight. En Iran, l'album sort en janvier 2012 sur Zurvan Records. En 2012, le quatrième album, intitulé Soul Invictus,, qui se recentre fortement sur ses racines. En 2013, le guitariste Marco Wirth quitte le groupe. La même année, une tournée européenne avec Stoned Jesus est annulée car le groupe est bloqué dans son pays à cause de la guerre russo-ukrainienne. En 2014, Samavayo sort le split EP From East to West and Back Again avec le groupe croate One Possible Option.
En 2016, le cinquième album Dakota, le premier album en trio, sort. L'album est enregistré et mixé en onze jours par Richard Behrens (ingénieur du son live de Kadavar et ex-bassiste de Samsara Blues Experiment) au Big Snuff Studio à Berlin. En 2018, le split EP The Fuzz Charger Split sort avec le groupe suisse de blues psychédélique et de stoner Sons of Morpheus sur le label Sixteentimes Music. Samavayo contribue aux trois anciens morceaux Rollin, Chopper et Justify, Sons of Morpheus à trois autres.
La même année, le sixième album du groupe, Vatan, sort sur le label de musique indépendante berlinois Noisolution et Samavayo est intégré au roster de l'agence de booking Sound of Liberation, qui réserve entre autres des groupes comme Brant Bjork, Color Haze, My Sleeping Karma et Greenleaf.

## Discographie

### Albums studio
- 2005 : Death.March.Melodies! (Nasoni Records, produit par Samavayo)
- 2010 : One Million Things (Sector B Records, produit par Samavayo, Ken Jebsen et Marcus Birkle)
- 2011 : Cosmic Knockout (Setalight Records / Rookie Records, produit par Samavayo)
- 2012 : Soul Invictus (Setalight Records, produit par Samavayo)
- 2016 : Dakota (Setalight Records, produit par Samavayo)
- 2018 : Vatan (Noisolution)

### EP
- 2003 : 131 (Setalight Records, produziert von Samavayo)
- 2004 : Songs from the Drop-Outs (Setalight Records, produziert von Samavayo)
- 2008 : White (Sector B Records, produziert von Kurt Ebelhäuser)
- 2008 : Black (Nasoni Records, produziert von Kurt Ebelhäuser)
- 2014 : From East to West and Back Again (Split-EP, Setalight)
- 2015 : Split avec The Grand Astoria (vinyle, Setalight)
- 2018 : The Fuzz Charger Split (vinyle, Sixteentimes Music)[6],[7]

### Singles
- 2005 : Lovesick
- 2008 : Neovenator
- 2009 : Wait
- 2010 : Go
- 2010 : Rollin
- 2012 : Nightmare
- 2016 : Cross the Line
- 2018 : Prevarication Nation
- 2018 : Sirens